# Huelga de hambre de 1981 en Irlanda del Norte

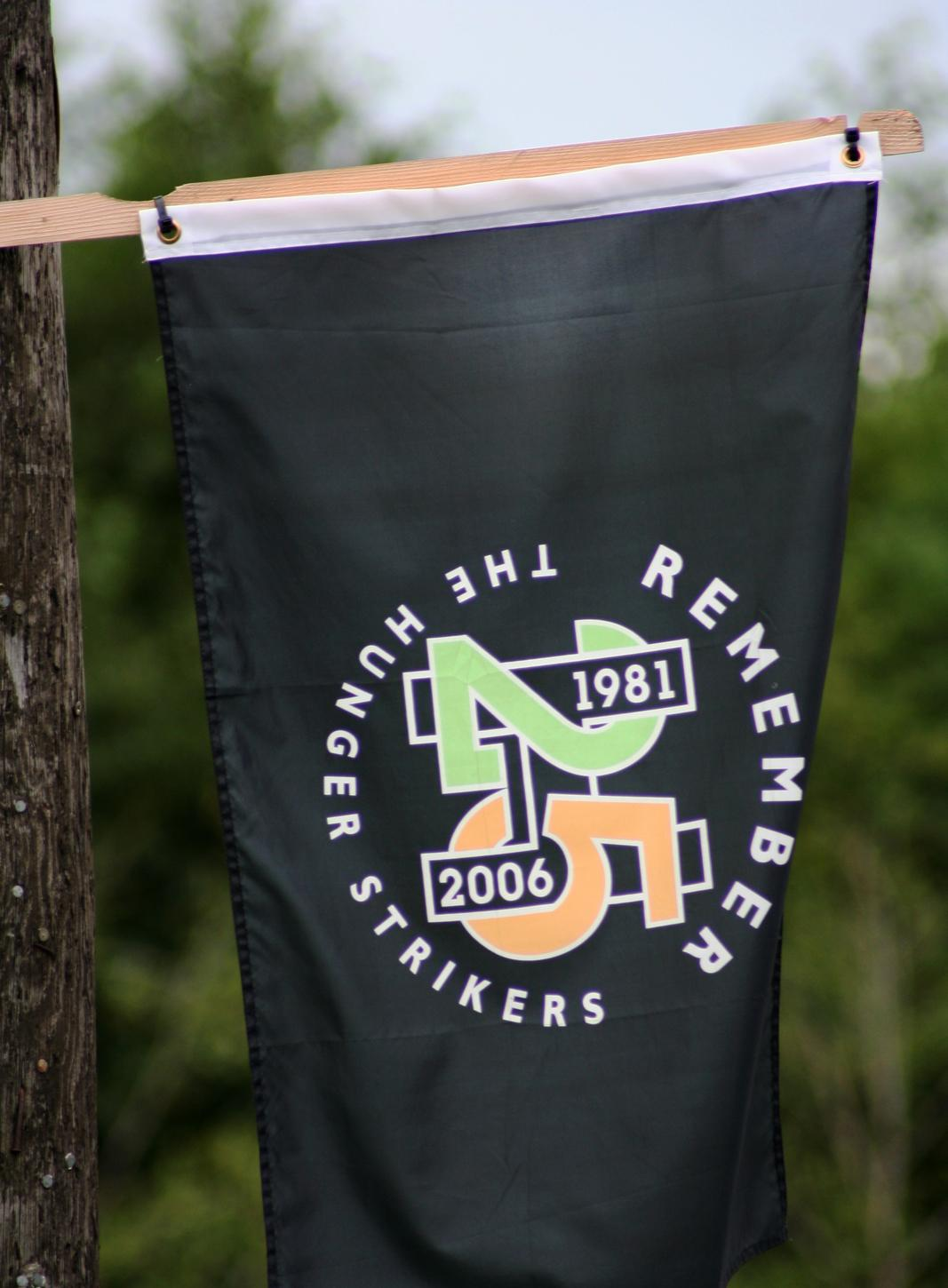
Bandera conmemorativa del 25 aniversario de las huelgas de hambre.

La huelga de hambre irlandesa de 1981 fue la culminación de cinco años de protestas durante la época de Los Problemas por parte de los republicanos irlandeses prisioneros en Irlanda del Norte. Las protestas comenzaron con la Protesta de la Manta de 1976, cuando el Gobierno Británico denegó el Estatus de Categoría Especial para los paramilitares convictos. En 1978, después de que varios presos fueran atacados mientras vaciaban sus orinales, la protesta se convirtió en una Protesta Sucia, en la que los prisioneros se negaban a lavarse y embadurnaban las paredes de su celda con excrementos. En 1980, siete presos participaron en una primera huelga de hambre, que finalizó tras 53 días.
La Segunda huelga de hambre tuvo lugar en 1981 y pronto se convirtió en un pulso entre los prisioneros irlandeses y la primera ministra Margaret Thatcher. Uno de los huelguistas, Bobby Sands, llegó a ser elegido Parlamentario durante la huelga, provocando el interés de medios de comunicación de todo el mundo. La huelga fue desconvocada después de que diez prisioneros fallecieran, incluyendo a Sands, a cuyo funeral asistieron unas 100.000 personas. La huelga radicalizó la política nacionalista y convirtió a Sinn Féin, hasta entonces un partido minoritario, en una fuerza política de primer orden.

## Trasfondo
A lo largo del siglo XX, la huelga de hambre había sido un recurso habitual de los prisioneros republicanos irlandeses. Desde 1917, doce hombres habían perdido la vida durante estas protestas, incluyendo a Thomas Ashe, Terence MacSwiney, Seán McCaughey, Michael Gaughan o Frank Stagg. Tras la creación de campos de internamiento a partir de 1971, la prisión de Long Kesh -posteriormente conocida como Prisión de Maze (en inglés: HM Prison Maze)- se utilizó como un campo de prisioneros de guerra. Los internos vivían en dormitorios y se organizaban según la disciplina militar, realizaban ejercicios de entrenamiento y leían sobre guerra de guerrillas y política revolucionaria. Estos derechos les fueron negados a los prisioneros convictos hasta julio de 1972 cuando 40 presos del IRA Provisional encabezados por el veterano Billy McKee se declararon en huelga de hambre. Esta Categoría Especial implicaba que los presos eran tratados como prisioneros de guerra; por ejemplo, no tenían que vestir uniformes de presidiario o hacer trabajo carcelario. En 1976 como parte de la política de "criminalización" llevada a cabo por el gobierno de Londres, las autoridades británicas suspendieron la aplicación de este estatus a aquellos presos paramilitares convictos por actos posteriores al 1 de marzo de 1976; no obstante, se respetó para aquellos presos que ya disfrutaban de él. La supresión de este Estatus implicaba una seria amenaza para los mandos paramilitares republicanos, que se veían impedidos para ejercer autoridad sobre sus hombres, además de representar una victoria publicitaria británica, al equiparar a los miembros del IRA con delincuentes comunes.

## Protesta de la MantayProtesta Sucia
El 14 de septiembre de 1976, Kieran Nugent, convicto al que no se le aplicó el Estatus de Categoría Especial, inició la Protesta de las Mantas, que consistió en que los presos del IRA y los del Ejército Irlandés de Liberación Nacional (INLA), se negaron a vestir ropas de presidiario, permaneciendo desnudos o cubiertos con ropas hechas a partir de las mantas de la cárcel. En 1978, después de que varios presos republicanos fueran atacados mientras vaciaban sus orinales, la protesta pasó a ser una Protesta Sucia, en la que los presos se negaban a lavarse y embadurnaban las paredes de sus celdas con excrementos. Estas protestas perseguían la reinstauración del Estatus de Categoría Especial, tratando de garantizar las llamadas "Cinco Demandas":
1. Derecho a no vestir uniforme presidiario;
2. Derecho a no realizar trabajo en la cárcel;
3. Derecho de asociación con otros prisioneros y de organización de actos educativos o recreativos;
4. Derecho a una visita, una carta y un paquete por semana;
5. Plena restitución de la remisión de condena perdida durante la protesta;[8]

Inicialmente, la protesta no recibió especial atención, e incluso el IRA lo consideraba un asunto menor comparado con la campaña armada. Sin embargo, la situación cambiaría a partir de la visita de Tomás Ó Fiaich, arzobispo católico de Armagh, que condenó las condiciones de vida de los presos. En 1979, la antigua parlamentaria Bernadette McAliskey se presentó a las elecciones al Parlamento Europeo al frente de una plataforma de apoyo a los presos, obteniendo el 5,9% de los votos en Irlanda del Norte, pese a que Sinn Féin había hecho un llamamiento al boicot de las elecciones. Poco después se creó el National H-Block/Armagh Committee, que reivindicaba las "Cinco Demandas", con McAliskey como portavoz. El período previo a la huelga de hambre se desarrolló en medio de una campaña de asesinatos por ambos bandos. El IRA asesinó a varios funcionarios de prisiones, mientras que pistoleros lealistas atacaron y mataron a varios activistas del National H-Block, hiriendo de gravedad a McAliskey y a su marido en un atentado.

## Primera huelga de hambre
El 27 de octubre de 1980, presos republicanos de HM Prison Maze iniciaron una huelga de hambre. Aunque hubo numerosos voluntarios, finalmente fueron siete los presos elegidos, para replicar el número de firmantes de la Proclamación de la República Irlandesa durante el Levantamiento de Pascua de 1916. El grupo estaba formado por los miembros del IRA Brendan Hughes, Tommy McKearney, Raymond McCartney, Tom McFeeley, Sean McKenna y Leo Green y por John Nixon, miembro del INLA. El 1 de diciembre, tres presas de la Prisión Femenina de Armagh se unieron a la protesta, incluyendo a Mairéad Farrell, seguidas poco después por una breve huelga de hambre de varias docenas de hombres en Maze. En una guerra psicológica entre el IRA y el Gobierno Británico, con Sean McKenna entrando y saliendo del coma al borde de la muerte, el gobierno accedió a las "Cinco Demandas" de los huelguistas en un documento de treinta páginas. Con el documento enviado a Belfast, Brendan Hughes decidió desconvocar la huelga para salvar la vida de McKenna y puso fin a la protesta el 15 de diciembre, tras 53 días de ayuno.

## Segunda huelga de hambre

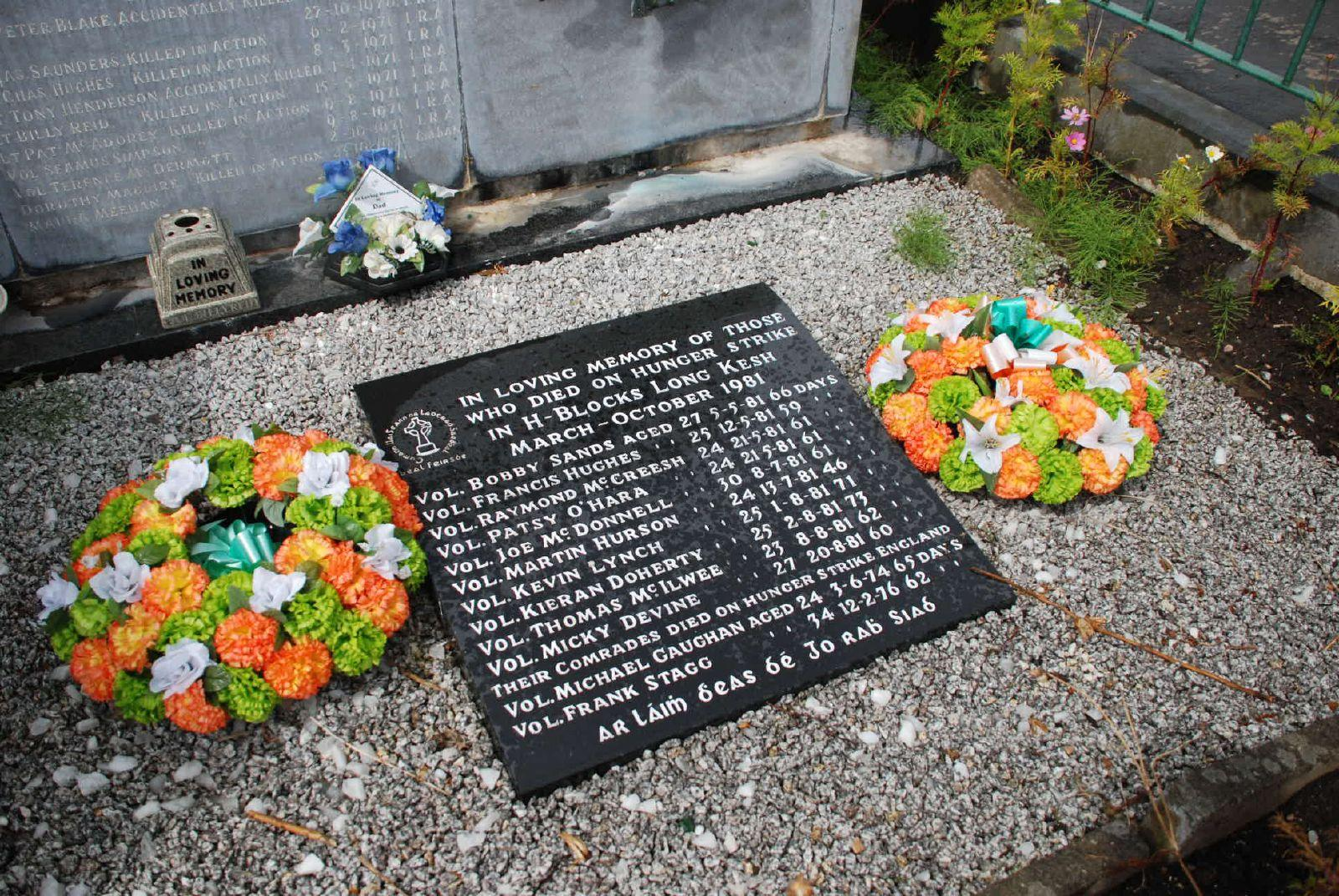
Monumento conmemorativo de la Huelga de Hambre en el Cementerio de Milltown, Belfast.

En enero de 1981 empezaba a estar claro que no se iban a conceder las demandas de los presos. Las autoridades carcelarias comenzaron a proporcionar a los prisioneros ropas de civiles oficialmente autorizadas, pero los prisioneros exigían el derecho a vestir sus propias ropas. El 4 de febrero, los presos emitieron un comunicado afirmando que el gobierno británico había sido incapaz de resolver la crisis, y anunciaban una "huelga de hambre una vez más". Esta segunda huelga comenzaría el 1 de marzo, cuando Bobby Sands, oficial al mando del IRA en prisión, rechazó la comida. A diferencia de la primera huelga, los prisioneros se iban incorporando a la huelga de forma paulatina según intervalos establecidos, con el propósito de atraer la máxima atención pública y ejercer mayor presión sobre la primera ministra Margaret Thatcher.
El movimiento republicano trató desde el principio de lograr el apoyo de la opinión pública para esta segunda huelga de hambre. El domingo anterior a que Sands iniciara su huelga, 3.500 personas se manifestaron en la zona oeste de Belfast; durante la primera huelga, cuatro meses antes, el número de manifestantes había alcanzado los 10 000. Sin embargo, tras cinco días de huelga, se produjo el fallecimiento de Frank Maguire, diputado republicano independiente por Fermanagh y Tyrone Sur, lo que llevó a la convocatoria de elecciones para cubrir su puesto. Surgió entonces el debate entre republicanos y nacionalistas moderados acerca de quién debería ser el candidato: Austin Currie del SDLP mostró su interés, al igual que Bernadette McAliskey y Noel Maguire, hermano de Frank. Tras largas negociaciones, en las que se llegó a amenazar a Noel Maguire, finalmente se decidió no dividir el voto nacionalista presentando a Bobby Sands como candidato contra el Partido Unionista del Ulster, representado por Harry West. Tras una dura campaña, la votación se celebró el 9 de abril, y Sands fue elegido representante en la Cámara de los Comunes por 30.492 votos contra 29.046 obtenidos por West.
La victoria electoral de Sands hizo concebir esperanzas de una salida negociada al conflicto, pero Margaret Thatcher se mantuvo firme en su decisión de no conceder las demandas de los huelguistas. Declaró que "no estamos preparados para considerar estatus de categoría especial a ciertos grupos de personas que cumplen sentencia por crímenes. Crimen es crimen, no es política". La atención mundial se centró entonces en Belfast, y varios intermediarios visitaron a Sands en un vano intento de convencerle para poner fin a la huelga de hambre, incluyendo a Síle de Valera, nieta de Eamon de Valera, John Magee, representante del papa Juan Pablo II y varios funcionarios de la Comisión Europea de los Derechos Humanos. Con Sands a las puertas de la muerte, la posición del gobierno permaneció inamovible. El Secretario de Estado para Irlanda del Norte, Humphrey Atkins declaró que "Si Mr. Sands persiste en su deseo de suicidarse, esa es su elección. El gobierno no forzará la aplicación de tratamiento médico".
El 5 de mayo, Sands falleció en el hospital de la cárcel tras sesenta y seis días en huelga de hambre, desencadenando disturbios en las zonas nacionalistas de Irlanda del Norte. Atkins emitió un comunicado afirmando que Sands se había suicidado "siguiendo instrucciones de aquellos que su muerte sería útil para su causa". En torno a 100.000 personas asistieron a su funeral, en el que el IRA le rindió honores militares. Margaret Thatcher no mostró ningún tipo de remordimiento por la muerte de Sands, declarando en la Cámara de los Comunes que "Mr. Sands era un criminal convicto. Eligió acabar con su propia vida. Esa es una elección que su organización no permite a la mayoría de sus víctimas".
En las dos semanas siguiente, fallecieron otros tres huelguistas. Francis Hughes murió el 12 de mayo, lo que provocó nuevos disturbios nacionalistas, especialmente en Derry y Belfast. Tras las muertes de Raymond McCreesh y Patsy O'Hara el 21 de mayo, Tomás Ó Fiaich, por aquel entonces Primado de Irlanda criticó al gobierno británico por su gestión de la situación. Pese a ello, Margaret Thatcher persistió en su negativa a negociar un acuerdo, afirmando en una visita a Belfast a finales de mayo que "Enfrentados con el fracaso de su desacreditada causa, los violentos han elegido en los últimos meses jugar la que muy bien pudiera ser su última carta".
Nueve prisioneros involucrados en la protesta, se presentaron a las elecciones generals de la República de Irlanda en junio de 1981. Kieran Doherty y Paddy Agnew, que no participaba en la huelga, fueron elegidos diputados por la circunscripción de Cavan - Monaghan y Louth, respectivamente, y Joe McDonnell resultó derrotado en Sligo-Leitrim por un escaso margen. En las elecciones locales de Irlanda del Norte que se celebraron aproximadamente en las mismas fechas, grupos de independientes partidarios de los huelguistas obtuvieron algunos éxitos, aunque Sinn Féin decidió no presentarse; así, el Partido de la Independencia Irlandesa obtuvo 21 representantes, mientras que el IRSP, brazo político del INLA y Democracia Popular, de orientación trotskista, obtuvieron 2 cada uno, así como varios candidatos independientes. El gobierno británico respondió aprobando una nueva ley de Representación en 1981, para evitar que otro prisionero se presentara a las elecciones de Fermanagh y Tyrone Sur tras la muerte de Sands.

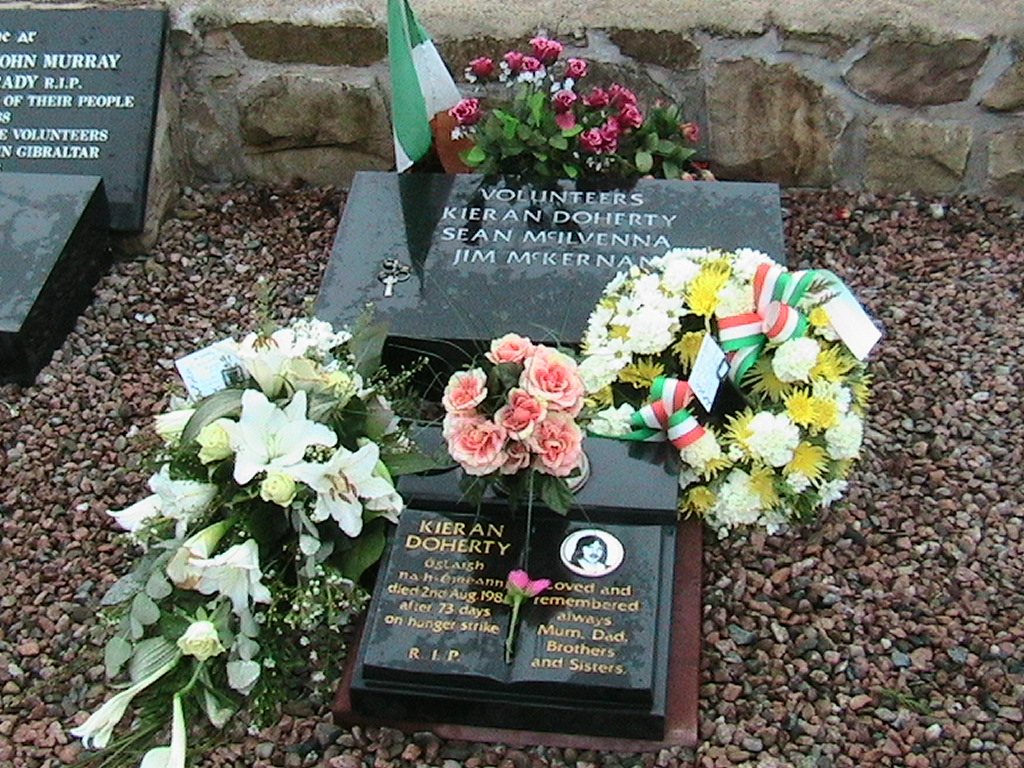
Monumento en recuerdo de Kieran Doherty, uno de los huelguistas fallecidos.

Tras las muertes de Joe McDonnell y Martin Hurson, las familias de algunos de los huelguistas se reunieron el 28 de julio con el Padre Denis Faul. Las familias expresaron su preocupación acerca de la falta de acuerdos, y se tomó la decisión de reunirse con Gerry Adams. Faul presionó a Adams para buscar una salida, y Adams accedió a pedir a la jefatura del IRA que ordenara a sus hombres el fin de la protesta. Al día siguiente, Adams se reunió con seis de los huelguistas para estudiar un posible acuerdo ofrecido por el gobierno británico si se ponía fin a la huelga de hambre. Sin embargo, los presos en huelga decidieron rechazarlo, considerando que aceptar cualquier oferta que no incluyera las "Cinco Demandas", sería una traición al sacrificio realizado por los huelguistas fallecidos.
El 31 de julio la huelga comenzó a debilitarse, cuando la madre de Paddy Quin insistió en que los médicos intervinieran para salvar la vida de su hijo. Al día siguiente se produjo el fallecimiento de Kevin Lynch, seguido por Kieran Doherty el 2 de agosto, Thomas McElwee el 8 de agosto y Michael Devine el 20 de agosto. El día del fallecimiento de Devine Owen Carron, agente de Sands, venció en las elecciones de Fermanagh y Tyrone Sur, con más votos que Sands, pero con una mayoría más escasa. El 6 de septiembre, la familia de Laurence McKewon se convirtió en la cuarta familia en solicitar tratamiento médico para salvar su vida, y Cahal Daly emitió un comunicado llamando a los prisioneros republicanos a poner fin a la huelga de hambre. Una semana después, James Prior sustituyó a Atkins como Secretario de Estado para Irlanda del Norte, y se reunió con los prisioneros en un intento de resolver la situación. Liam McCloskey abandonó la huelga el 26 de septiembre después de que su familia anunciara que solicitaría la intervención de los médicos si quedaba inconsciente, y quedó claro que el resto de las familias también actuarían para salvar la vida de los huelguistas. La huelga fue desconvocada a las tres y cuarto de la tarde del 3 de octubre, y tres días más tarde, Prior anunció concesiones parciales a los presos, incluyendo el derecho a vestir sus propias ropas en todas las ocasiones. La única de las "Cinco Demandas" que fue denegada fue la de no realizar trabajo en la prisión. Tras el sabotaje de los presos y la fuga de Maze de 1983, los talleres fueron cerrados, con lo que las "Cinco Demandas" fueron completamente satisfechas, aunque sin el reconocimiento formal a los presos de su Estatus político por parte del gobierno británico.

### Participantes fallecidos durante la Huelga
En el verano de 1981, diez huelguistas habían fallecido. Sus nombres, afiliación paramilitar, fecha de fallecimiento y días en huelga, aparecen a continuación:
| Nombre           | Grupo paramilitar | Lugar de nacimiento | Inicio de la huelga | Fecha de la muerte | Días en huelga |
| ---------------- | ----------------- | ------------------- | ------------------- | ------------------ | -------------- |
| Bobby Sands      | IRA               | Newtownabbey        | 1 de marzo          | 5 de mayo          | 66 días        |
| Francis Hughes   | IRA               | Bellaghy            | 15 de marzo         | 12 de mayo         | 59 días        |
| Raymond McCreesh | IRA               | Camlough            | 22 de marzo         | 21 de mayo         | 61 días        |
| Patsy O'Hara     | INLA              | Derry               | 22 de marzo         | 21 de mayo         | 61 días        |
| Joe McDonnell    | IRA               | Belfast             | 8 de mayo           | 8 de julio         | 61 días        |
| Martin Hurson    | IRA               | Cappagh             | 28 de mayo          | 13 de julio        | 46 días        |
| Kevin Lynch      | INLA              | Dungiven            | 23 de mayo          | 1 de agosto        | 71 días        |
| Kieran Doherty   | IRA               | Belfast             | 22 de mayo          | 2 de agosto        | 73 días        |
| Thomas McElwee   | IRA               | Bellaghy            | 8 de junio          | 8 de agosto        | 62 días        |
| Michael Devine   | INLA              | Derry               | 22 de junio         | 20 de agosto       | 60 días        |

El informe original de patología registró la causa de la muerte de los huelguistas como "inanición auto-infligida". Esta anotación fue posteriormente enmendada y dejada simplemente en "inanición" ante las protestas de los familiares de los participantes en la huelga. Los forenses mantuvieron el veredicto de "inanición, auto-infligida".

### Otros participantes en la huelga
Aunque diez hombres perdieron la vida durante el transcurso de la huelga, otros trece iniciaron la protesta, pero fueron retirados por motivos médicos o mediación de las familias. Muchos de ellos padecen de secuelas relacionadas con el largo período de inanición, como problemas digestivos, de visión e incapacidades físicas y neurológicas.
| Nombre             | Grupo paramilitar | Inicio de la huelga | Fin de la huelga | Días en huelga | Motivos del abandono                                     |
| ------------------ | ----------------- | ------------------- | ---------------- | -------------- | -------------------------------------------------------- |
| Brendan McLaughlin | IRA               | 14 de mayo          | 26 de mayo       | 13 días        | Úlcera perforada y hemorragia intestinal                 |
| Paddy Quinn        | IRA               | 15 de junio         | 31 de julio      | 47 días        | Retirado por su familia                                  |
| Laurence McKeown   | IRA               | 29 de junio         | 6 de septiembre  | 70 días        | Retirado por su familia                                  |
| Pat McGeown        | IRA               | 9 de julio          | 20 de agosto     | 42 días        | Retirado por su familia                                  |
| Matt Devlin        | IRA               | 14 de julio         | 4 de septiembre  | 52 días        | Retirado por su familia                                  |
| Liam McCloskey     | INLA              | 3 de agosto         | 26 de septiembre | 55 días        | Su familia dijo que intervendría si quedaba inconsciente |
| Patrick Sheehan    | IRA               | 10 de agosto        | 3 de octubre     | 55 días        | Final de la huelga                                       |
| Jackie McMullan    | IRA               | 17 de agosto        | 3 de octubre     | 48 días        | Final de la huelga                                       |
| Bernard Fox        | IRA               | 24 de agosto        | 24 de septiembre | 32 días        | Fallo renal                                              |
| Hugh Carville      | IRA               | 31 de agosto        | 3 de octubre     | 34 días        | Final de la huelga                                       |
| John Pickering     | IRA               | 7 de septiembre     | 3 de octubre     | 27 días        | Final de la huelga                                       |
| Gerard Hodgkins    | IRA               | 14 de septiembre    | 3 de octubre     | 20 días        | Final de la huelga                                       |
| James Devine       | IRA               | 21 de septiembre    | 3 de octubre     | 13 días        | Final de la huelga                                       |

## Consecuencias

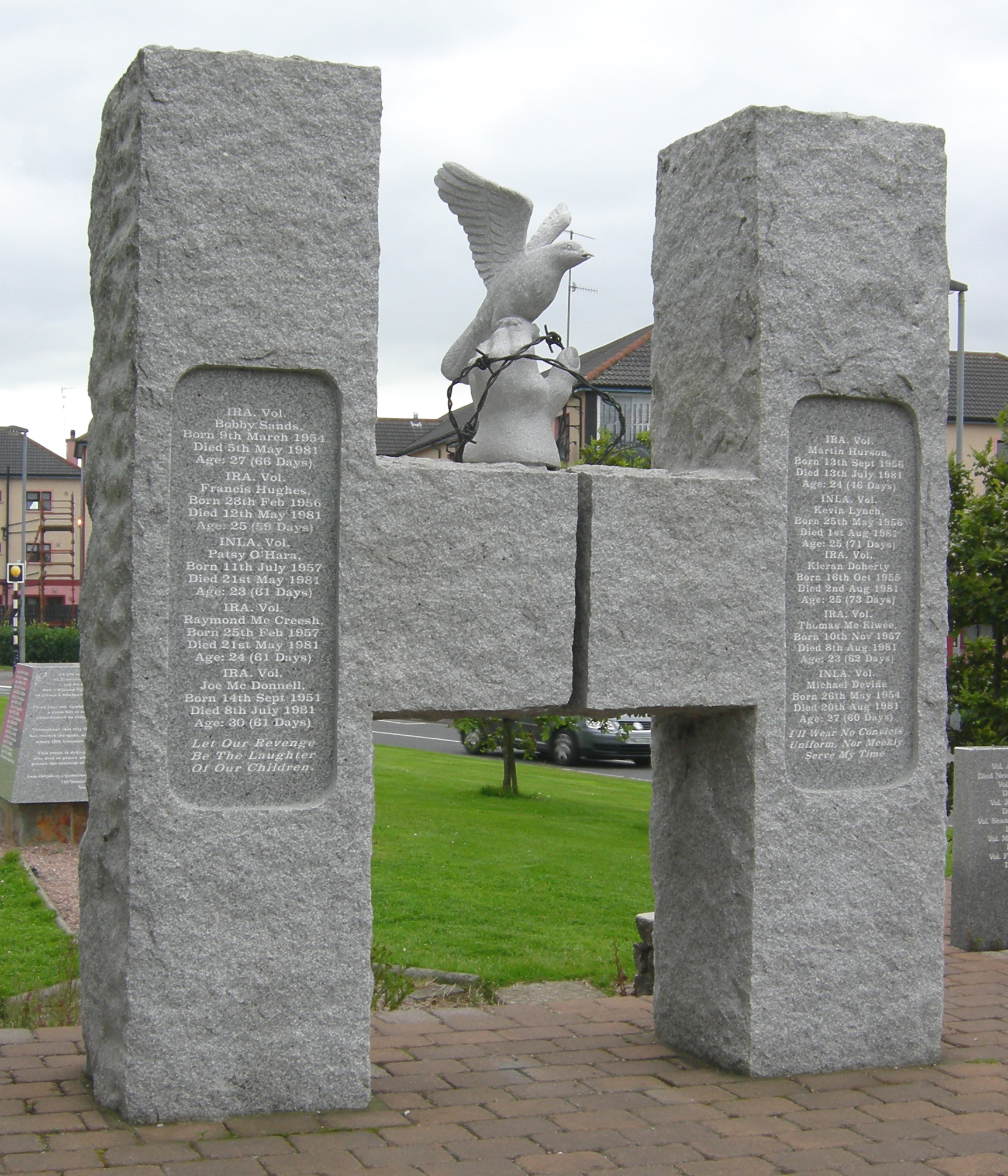
Monumento conmemorativo en Bogside, Derry.

La prensa británica alabó la gestión de la huelga como un triunfo para Thatcher. El diario The Guardian publicó que "El gobierno ha superado las huelgas de hambre mostrando una resuelta determinación a no ser avasallado". Sin embargo, la huelga en sí fue una victoria pírrica para el gobierno británico. Thatcher se convirtió en una figura odiada por los republicanos a un nivel similar a Oliver Cromwell; Danny Morrison la describió como "la mayor bastarda que nunca hemos conocido". La condena internacional fue extensa, y las relaciones entre los gobiernos británico e irlandés quedaron seriamente deterioradas. Al igual que tras la implantación de la política de internamiento en 1971 y el Domingo Sangriento de 1972, el número de miembros del IRA se incrementó notablemente, produciéndose un nuevo crecimiento de la actividad paramilitar. Tras la relativa calma de finales de los 70, el desorden civil y la violencia emergieron nuevamente en Irlanda del Norte. Las fuerzas de seguridad dispararon 29.695 balas de plástico en 1981, provocando siete muertos, mientras que en los seis años posteriores se dispararían un total de 16.000 balas con un resultado de cuatro muertos. El IRA prosiguió su campaña militar durante los siete meses de la huelga, asesinando a trece policías, ocho soldados, cinco miembros del Ulster Defence Regiment y cinco civiles. Esos siete meses fueron uno de los períodos más sangrientos de "Los Problemas", con un total de 61 muertos, 34 de ellos civiles. Tres años más tarde, el IRA trató de vengarse de Thatcher mediante un atentado con bomba en el Hotel Brighton, donde el Partido Conservador celebraba su conferencia. En el atentado fallecieron cinco personas, y la propia Margaret Thatcher salvó su vida por muy poco.
La huelga de hambre llevó al Sinn Féin a orientarse hacia métodos más políticos. Las victorias de Sands y otros candidatos pro-huelguistas reveló, según Adams, "la mentira de que los huelguistas no contaban con el apoyo popular". Las victorias electorales de Doherty y Agnew tuvieron también un importante impacto en la República de Irlanda, en detrimento del gobierno de Charles Haughey de Fianna Fáil. En 1982, Sinn Féin obtuvo cinco escaños en las elecciones a la Asamblea de Irlanda del Norte, y en 1983, Gerry Adams obtuvo un escaño en la Cámara de los Comunes. La huelga de hambre sirvió para establecer una base electoral que Sinn Féin aprovecharía para continuar creciendo en las décadas siguientes, convirtiéndose en el mayor partido nacionalista de Irlanda del Norte, con 28 de los 108 escaños de la Asamblea en 2007. En 2005, la actuación de Gerry Adams fue cuestionada por Richard O'Rawe, oficial de relaciones públicas en la prisión durante la huelga, en su libro Blanketmen. Según O'Rawe, Adams prolongó la huelga para obtener mayores beneficios políticos, y permitió a Carron presentarse candidato para el escaño dejado por Sands. Esta afirmación es desmentida por varios de los huelguistas supervivientes, como Brendan McFarlane, que desempeñó el cargo de Oficial al Mando en prisión durante la huelga. Para MacFarlane, la versión de O'Rawe es confusa y fragmentaria, y afirma que "Estábamos desesperados por llegar a una solución. Cualquier acuerdo que abriera el camino para las cinco demandas habría sido aceptado. Si estuviera puesto por escrito, lo habríamos agarrado ... Nunca hubo un trato, nunca hubo una opción para "tomarlo o dejarlo".

## Conmemoraciones

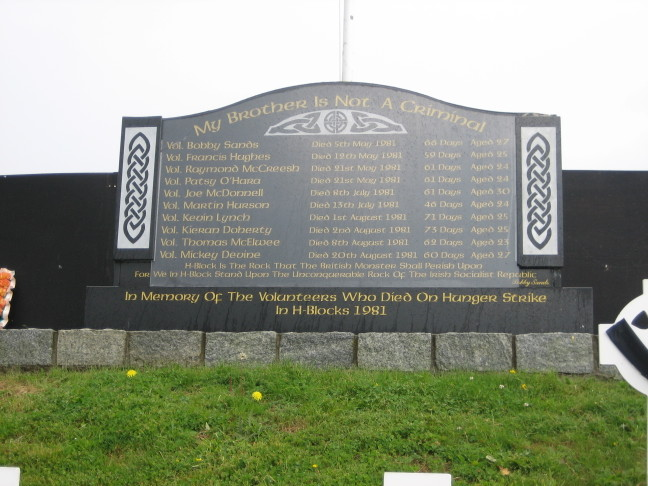
Conmemoración de la huelga

Hay monumentos y murales en memoria de los huelguistas en pueblos y ciudades de toda Irlanda, incluyendo Belfast, Dublín, Derry, Crossmaglen y Camlough. Anualmente se realizan conmemoraciones por cada hombre fallecido en la huelga y en Belfast tiene lugar una marcha en recuerdo de los huelguistas, durante la que se realiza una lectura en memoria de Bobby Sands. En varios pueblos y ciudades francesas existen calles con el nombre de Bobby Sands, incluyendo París y Le Mans. El gobierno iraní rebautizó la calle de Teherán que lleva a la Embajada Británica, anteriormente llamada Winston Churchill, con el nombre del republicano irlandés.
En Waverley Cemetery, Sídney, Australia, se levanta un monumento en memoria de los fallecidos en la Rebelión de 1798, el Levantamiento de Pascua y las Huelgas de Hambre. En este cementerio está enterrado Michael Dwyer, uno de los miembros de la Sociedad de los Irlandeses Unidos.
En 1997, los habitantes de Hartford, Connecticut, en los Estados Unidos, levantaron un monumento a Bobby Sands y el resto de huelguistas. La estatua se alza en una glorieta conocida como "Glorieta de Bobby Sands", al fondo de la Avenida Maple cerca de Goodwin Park. El 20 de marzo de 2001, el presidente nacional de Sinn Féin, Mitchel McLaughlin inauguró la Exposición del Comité Nacional Conmemorativo de la Huelga de Hambre en el Hotel Europa de Belfast, que incluía tres obras originales de artistas establecidos en Belfast. Otra exposición similar tuvo lugar en Derry al mes siguiente.
La historia de los huelguistas ha sido llevada al cine en tres ocasiones, En el Nombre del Hijo protagonizada por Helen Mirren, H3 (coescrita por Laurence McKeown, participante en las huelgas), y Hunger, del artista Steve McQueen.